# Marquisat de Gothie
Pour les articles homonymes, voir Gothie.
 (juin 2025).
Motif : article inexact, désuet et sans sources, voir Page de discussion
 (juin 2025).
Si vous disposez d'ouvrages ou d'articles de référence ou si vous connaissez des sites web de qualité traitant du thème abordé ici, merci de compléter l'article en donnant les références utiles à sa vérifiabilité et en les liant à la section « Notes et références ».
En pratique : Quelles sources sont attendues ? Comment ajouter mes sources ?
790–1065
Entités précédentes :
- Septimanie

Entités suivantes :
- Comtés catalans (987)
- Comté de Toulouse 
  -  Seigneurie de Montpellier

Le marquisat appelé Gothie (« pays des Goths »), est une partie de l'ancien royaume wisigoth de Toulouse. Ce marquisat est établi par les Francs après 759, occupait au moins le territoire correspondant actuellement aux départements de l’Aude, de l’Hérault et du Gard.

## Histoire
Son territoire correspond à la partie occidentale de la riche province narbonnaise gallo-romaine où la noblesse wisigothique s'était implantée dès 412, et où les Wisigoths se sont maintenus après la chute de leur royaume (507), résistant aux attaques franques de Clovis et de ses successeurs.
Pendant cette période, ce territoire, pas encore la Gothie, est parfois appelé Septimanie.
Pendant la période wisigothique (507-711), plusieurs ducs nous sont connus, dont :
- Liuva (vers 567/568) ;
- Léovigild (vers 569/570) ;
- Gundomar, duc de Septimanie avant de devenir roi en 610 ;
- Bulgar, comte wisigoth et proche du roi Gundomar (dans les années 610) ;
- Sisenand, duc autour de 630 ;
- Paul, duc autour de 672.

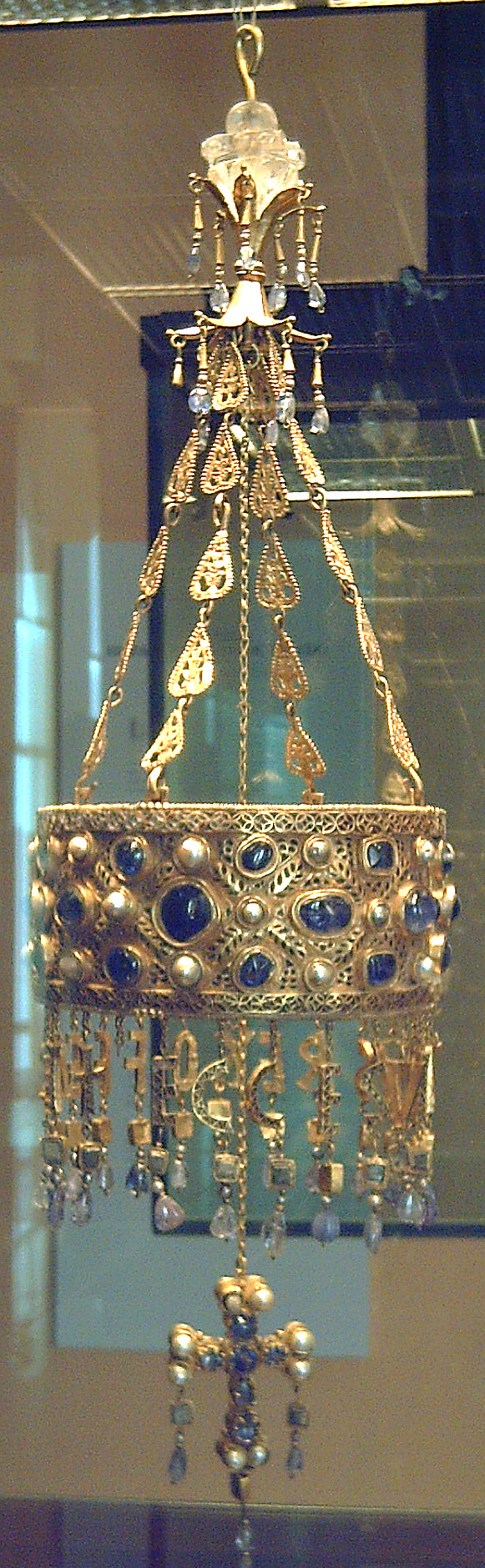
Art wisigoth : couronne votive de Réceswinthe, VIIe siècle (musée archéologique national, Madrid).

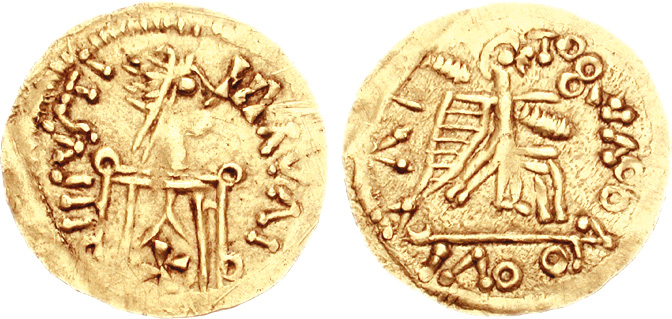
Monnaie wisigothe de Léovigild.

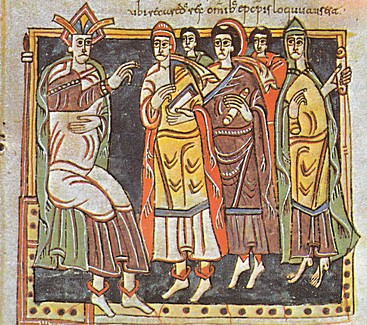
de Tolède (589) : le roi Récarède et les évêques.

Si on se réfère aux votes dans les conciles du IVe siècle, il semble que l'arianisme était solidement implanté dans ce territoire dès cette période. L'arrivée des Wisigoths ariens dans le Sud-Ouest de la Gaule en 412 n'aurait alors fait que le restaurer ; et il a probablement persisté au-delà de la conversion officielle au catholicisme du roi wisigoth Récarède en 589, lors du IIIe concile de Tolède. Il en est encore question au début du VIIIe siècle lors de la conquête musulmane de l'Espagne, qui atteint les Pyrénées en 719, après la destruction du royaume wisigoth en péninsule Ibérique. De nombreux comtes goths ariens, et même des catholiques, n'hésitent pas s'allier aux Maures contre les résistants et les Francs. D'autres finissent par abandonner les Maures pour s'allier aux Francs à l'époque de Pépin le Bref, comme le comte Ansemond, tué à Narbonne en 759, en combattant les musulmans pour le compte du roi Pépin qui rattacha le Nord de la Gothie au royaume franc.
À partir de la fin du IXe siècle, les Francs utilisent de manière indifférenciée Gothie et Septimanie, qui semblent donc devenus synonymes, pour désigner cette région. En réalité, la région romaine de Septimanie correspond au territoire au nord des Pyrénées, alors que la Gothie inclut également des territoires au sud des Pyrénées, la Catalogne actuelle. À la suite de la victoire des Francs sur les Arabes en 801, la Gothie est rattachée aux marches d'Espagne.
Les clauses du traité de Verdun octroient la Septimanie à Charles le Chauve. En 865, Charles le Chauve divise définitivement la Septimanie en deux comtés (Narbonne et Barcelone).
En 988, profitant de la substitution de la dynastie capétienne à la dynastie carolingienne, le comte de Barcelone, Borrell II, ne prête pas serment de fidélité au roi des Francs. Ce geste est interprété comme le point de départ de l'indépendance de fait de la Catalogne. Le 11 mai 1258, le traité de Corbeil est signé par le comte de Barcelone Jacques, également roi d'Aragon, et le roi de France Louis IX : ce dernier renonce, pour la couronne de France, à l'ensemble des droits auxquels le roi de France pouvait prétendre sur le comté.